# FC Dunărea Călărași
Maillots
Le Dunărea Călărași est un club roumain de football de la ville de Călărași, fondé en 1962. Il évolue notamment en première division lors de la saison 2018-2019.

## Histoire
Le club est fondé en 1962 sous le nom Celuloza Călărași et évolue plusieurs années dans les divisions inférieures. En 1968, le club est promu en troisième division roumaine, et devient le premier club de la ville à atteindre ce niveau.
En 1973, le club est promu en Divizia B, soit le deuxième niveau du championnat roumain. Il y séjourne jusqu'en 1978, puis retourne en Divizia C.
En 1979, le club change de nom et devient le Dunărea Călărași, Dunarea étant le nom roumain du Danube. Jusqu'en 1988, le club oscille entre la troisième et la deuxième division, pour ensuite se stabiliser pendant 17 années en troisième division.
En 2015, le club revient en deuxième division, et dès sa première saison termine à la deuxième place, qualificative pour les barrages de montée en Division 1. Malheureusement, après une victoire à domicile contre l'UTA Arad (3-1), le club du bord du Danube s'incline 1-4 à l'extérieur.
Le club doit attendre la saison 2017-2018 pour enfin gagner sa promotion en première division, en terminant à la première place de la deuxième division.

## Palmarès
- Championnat de Roumanie de deuxième division
  - Champion : 2018
  - Vice-champion : 2016

## Stade
Le stade du Dunărea Călărași, le Stadionul Ion Comșa, possède une capacité de 10 400 places. Depuis la promotion du club en 2018, le stade est en cours de modernisation.

## Résultats sportifs
| Saison    | Ligue    | Pos. | Notes   |
| --------- | -------- | ---- | ------- |
| 2014–2015 | Liga III | 1    | promu   |
| 2015–2016 | Liga II  | 2    |         |
| 2016–2017 | Liga II  | 7    |         |
| 2017–2018 | Liga II  | 1    | Promu   |
| 2018–2019 | Liga I   | 13   | Relégué |